# 카페

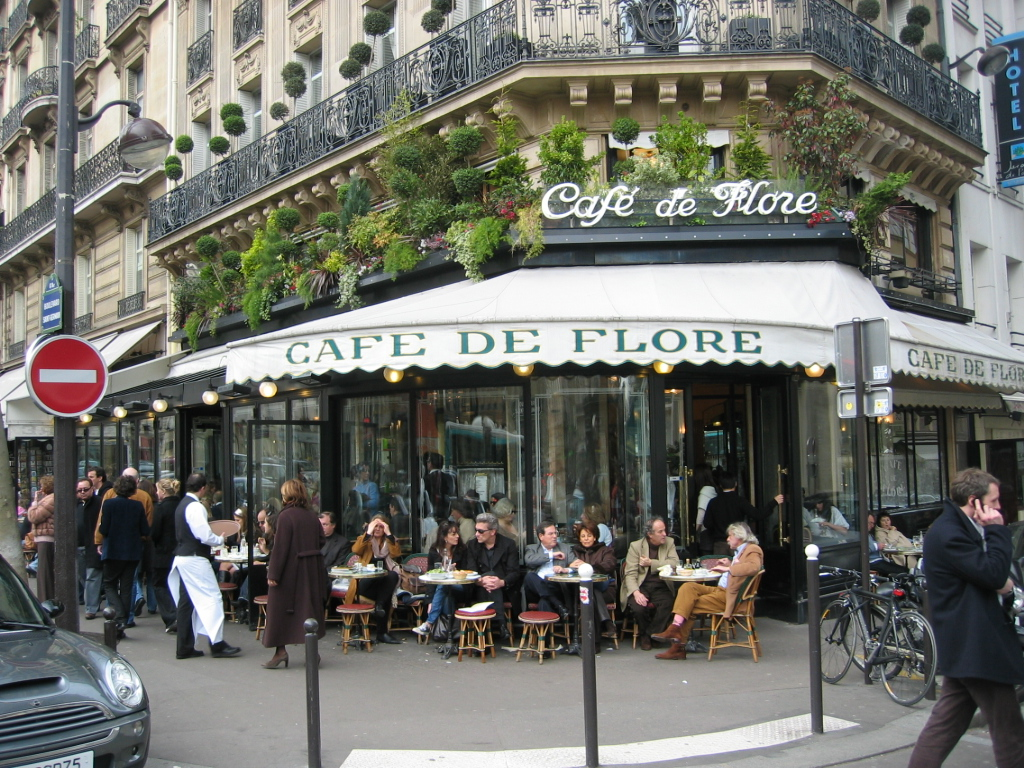
파리의 '카페 드 플로어'는 파리에서 가장 오래된 커피 하우스 중 하나이다. 유명 작가들과 철학자들을 포함한 고객들의 모임장소로 알려져 있다.

카페(café), 커피숍(coffee shop), 커피하우스(coffeehouse)는 커피를 파는 가게이다. 주로 다양한 종류의 커피, 에스프레소, 라떼, 카푸치노를 제공한다. 일부 커피숍에서는 아이스 커피, 아이스티 등의 차가운 음료뿐 아니라 기타 무카페인 음료도 판매된다. 카페에서는 가벼운 스낵, 샌드위치, 머핀, 과일, 페이스트리 등의 음식도 제공할 수 있다. 유럽 대륙의 일부 카페에서는 알코올 음료도 제공한다. 커피숍은 소유주가 운영하는 소규모 기업부터 대규모 다국적 기업까지 다양하다. 일부 카페 체인은 전 세계 여러 국가에 수많은 지점을 두고 프랜차이즈 비즈니스 모델로 운영된다.
커피숍은 바나 레스토랑과 동일한 특징을 일부 공유할 수 있지만 카페테리아와는 다르다. 서아시아의 많은 카페에서는 물담배를 통해 훈제하는 맛이 나는 담배인 시샤(실제로 레반트 아랍어, 그리스어, 터키어로 nargile이라고 함)를 제공한다. 에스프레소 바는 에스프레소와 에스프레소 기반 음료를 전문적으로 제공하는 일종의 커피하우스다.
문화적 관점에서 볼 때, 카페는 주로 사회적 상호 작용의 중심지 역할을 한다. 고객에게 개인적으로든 소그룹으로든 함께 모이고, 이야기하고, 읽고, 쓰고, 서로 즐겁게 하고, 시간을 보낼 수 있는 장소를 제공한다. 커피숍은 정규 회원들을 위한 비공식 클럽 역할을 할 수 있다. 1950년대 비트닉(Beatnik) 시대와 1960년대 포크 음악시대부터 일반적으로 저녁에 싱어송라이터 공연이 열렸다.

## 역사

### 이슬람 국가에서의 태동
이슬람 세계에서의 첫 카페인 카베 카네(qahveh khaneh, 페르시아어로 카페라는 뜻)는 다마스쿠스에서 처음 등장했다. 15세기에는 메카에 카페가 개점했으며, 곧 오스만 제국의 전역에 전파되기 시작해, 16세기에는 수도인 이스탄불에도 카페가 개점했다. 카페는 점차 사교적인 활동을 하는 장소로 유명세를 떨치기 시작했다. 당시 사람들은 카페에서 커피를 마실 뿐만 아니라, 대화를 나누고, 체스나 백개먼 같은 게임을 하기도 했으며, 정치나 시사에 대한 토론을 하는 장소로도 활용했다.

### 대한민국의 카페 역사
- 1920년~1930년대 : 서양 신문물의 유입과 함께 커피를 즐길 수 있는 공간의 필요성이 커지면서 일본인 청년, 사교계 인사, 일본 유학을 다녀온 엘리트 계층, 문화예술인을 중심으로 퍼져 나갔다.[1]실제 소설가인 박태원 작가가 쓴 《소설가 구보 씨의 일일》을 보면 청년들이 카페에서 15전인 커피를 마시며 시간을 보내는 내용이 나오며, 인천 중구 아트플랫폼 안에 있는 한국근대문학관에도 1930년대 문학가들이 카페에서 문학을 이야기한 한국근현대문학의 역사를 재현한 기획전시물이 있다. 극작가인 이경손 작가도 카카두라는 커피숍을 개업하였다.

- 1960~1970년대 : 시화전, 미술 전시회, 연극 공연 등이 열리는 문화공간과 동시에 사교의 장으로 거듭났다. 다방은 다시는 커피만 마시는 곳이 아닌 문화를 공유하고 여유를 즐길 수 있는 휴식의 장소가 됐다.[1] 가람 이병주 작가가 쓴 그를 버린 여인을 보면 학생들이 다방 마담이 제공한 다방에서 다방 마담의 친구인 기자와 함께 《안네의 일기》와 그 배경인 유대인 박해를 이야기하는 내용이 나온다. 다방은 지식인들이 나치독일의 폭력을 고발하는 저항문학인 《안네의 일기》를 읽고, 인권을 토론하는 장소였던 것이다. 서울 대학로에 있는 ‘학림다방(영어판)’이 그 대표주자로, 당시의 다방문화를 이끌었다. 학림다방은 1959년에 개업을 했고, 대학로에 지금도 있다. 그 후 1970년대에는 다방에 DJ까지 등장해 음악을 들을 수 있는 음악다방으로 전성기를 보냈다.[1]

- 1980년대 : 후반기에 들어서야 본격적으로 대중적인 커피전문점이 등장하기 시작하면서 새로운 카페문화의 태동기를 맞이했다. 어두운 분위기의 다방에서 좀 더 밝고 공개적으로 변화하기 시작했다.[1]

- 1990년대 : 에스프레소 커피의 수요가 생겨나며 오늘날과 같은 커피전문점이 들어섰다.[1]

- 1998년 6월 할리스커피 강남점이 들어선 이후, 1999년에는 이화여자대학교 인근에 1호점을 낸 스타벅스 등 외국 커피 프랜차이즈 회사들이 국내에 입점하며 현재에 이르렀다.[1]

- 2010년대 중후반에는 프랜차이즈 카페보다는 개인이 운영하는 카페가 성업하고 있다. 인스타그램을 비롯한 SNS의 발달로 소위 인증샷을 찍기 좋은 카페들이 곳곳에 들어서고 있다. 도심의 허름한 주택을 개조해 카페로 영업하기도 하며, 10평 남짓한 공간에 앉을 공간도 거의 없는 소규모 카페가 들어서기도 한다. 연남동, 망원동, 익선동, 전포동 같은 젊은이들이 많이 찾는 지역에 이러한 카페가 집중적으로 생겨났다. 반면 자가용의 보급이 확대됨에 따라 교외에 넓은 주차장과 좋은 뷰를 가진 카페들도 늘어나고 있다.

## 대한민국의 커피 전문점 목록
- 더 카페
- 드롭탑
- 스타벅스
- 엔제리너스
- 이디야커피
- 카페베네
- 커피빈
- 커핀그루나루
- 탐앤탐스
- 투썸플레이스
- 파스쿠치
- 할리스
- 커피베이
- 알리바바

## 같이 보기
- 다방
- 찻집
- 빈 카페하우스